# Individualkommunikation
Als Individualkommunikation (auch individuelle oder interaktive Kommunikation) bezeichnet man in der Kommunikationswissenschaft eine Kommunikationsform, bei der einzelne Individuen miteinander kommunizieren.
Bei Medien der Individualkommunikation läuft der Informationsfluss in beide Richtungen, er wird daher nicht als unidirektional bezeichnet (vom Verfasser der Medienbotschaft zum Empfänger), sondern als bidirektional. Das bedeutet alle Teilnehmer der Kommunikation sind zugleich Sender und Empfänger.
Verschiedene Typen von Diensten werden von der Individualkommunikation genutzt:
- zeichenorientierte Dienste: Brief – Telegrafie – Telex – Teletex – Bildschirmtext
- grafikorientierte Dienste: Telefax
- sprachorientierte Dienste: Telefonie
- Online-Dienste: E-Mail, Chat